# István Pásztor
Dans le nom hongrois Pásztor István, le nom de famille précède le prénom, mais cet article utilise l’ordre habituel en français István Pásztor, où le prénom précède le nom.
István Pásztor (en serbe en écriture cyrillique : Иштван Пастор et en serbe latin : Ištvan Pastor; en hongrois : Pásztor István), né le 20 août 1956 à Novi Kneževac et mort le 30 octobre 2023, est une personnalité politique serbe.
Il est le président de l'Alliance des Magyars de Voïvodine, qui défend les intérêts de la minorité magyare de Serbie.

## Biographie
István Pásztor est le candidat de la Coalition hongroise lors de l'élection présidentielle serbe de 2008. Avec 93 039 voix, il réunit 2,26 % des suffrages. Pour le second tour de l'élection, il apporte son soutien au président sortant Boris Tadić.